# Postamt Demmin
Das ehemalige Postamt Demmin in Demmin (Mecklenburg-Vorpommern), Clara-Zetkin-Straße 9, wurde 1894 erbaut. Das Gebäude steht unter Denkmalschutz.

## Geschichte
Die Hansestadt Demmin mit 10.523 Einwohnern (2020) wurde als Burg und civitas maxima 1075 erwähnt.

Ab 1666 betrieben das Hamburger Botenamt und die Mecklenburger Post gemeinsam die Strecke Lübeck – Rostock – Demmin. Das erste nicht erhaltene Postamt stand in der Baustraße 33. 1863 wurde hier eine Telegraphenstation eingerichtet. Nach der Gründung des Deutschen Reichs 1871 trat am 1. Januar 1872 das Gesetz über das Postwesen, das Posttaxwesen und die Postordnung der Reichspost in Kraft. Das Post- und Telegrafenwesen blieb beim Gesamtstaat. 1876 wurden die Telegraphenstationen mit der Postanstalt vereinigt.
Das zweigeschossige verklinkerte historisierende Kaiserliche Postamt mit dem dreigeschossigen prägenden mittigen Giebelrisalit und schmalen Risaliten an den Seitenfassaden wurde 1894 an der damaligen Anklamer Straße gebaut. 1908 hatte die Stadt 72 Telefonanschlüsse. Der hohe Telegraphenturm wurde später abgerissen.
Das Verwaltungsgebäude wird heute durch verschiedene Firmen genutzt.